# Attacus gladiator
Attacus gladiator är en fjärilsart som beskrevs av Hans Fruhstorfer 1904. Attacus gladiator ingår i släktet Attacus och familjen påfågelsspinnare. Inga underarter finns listade i Catalogue of Life.